# Петра Превезы

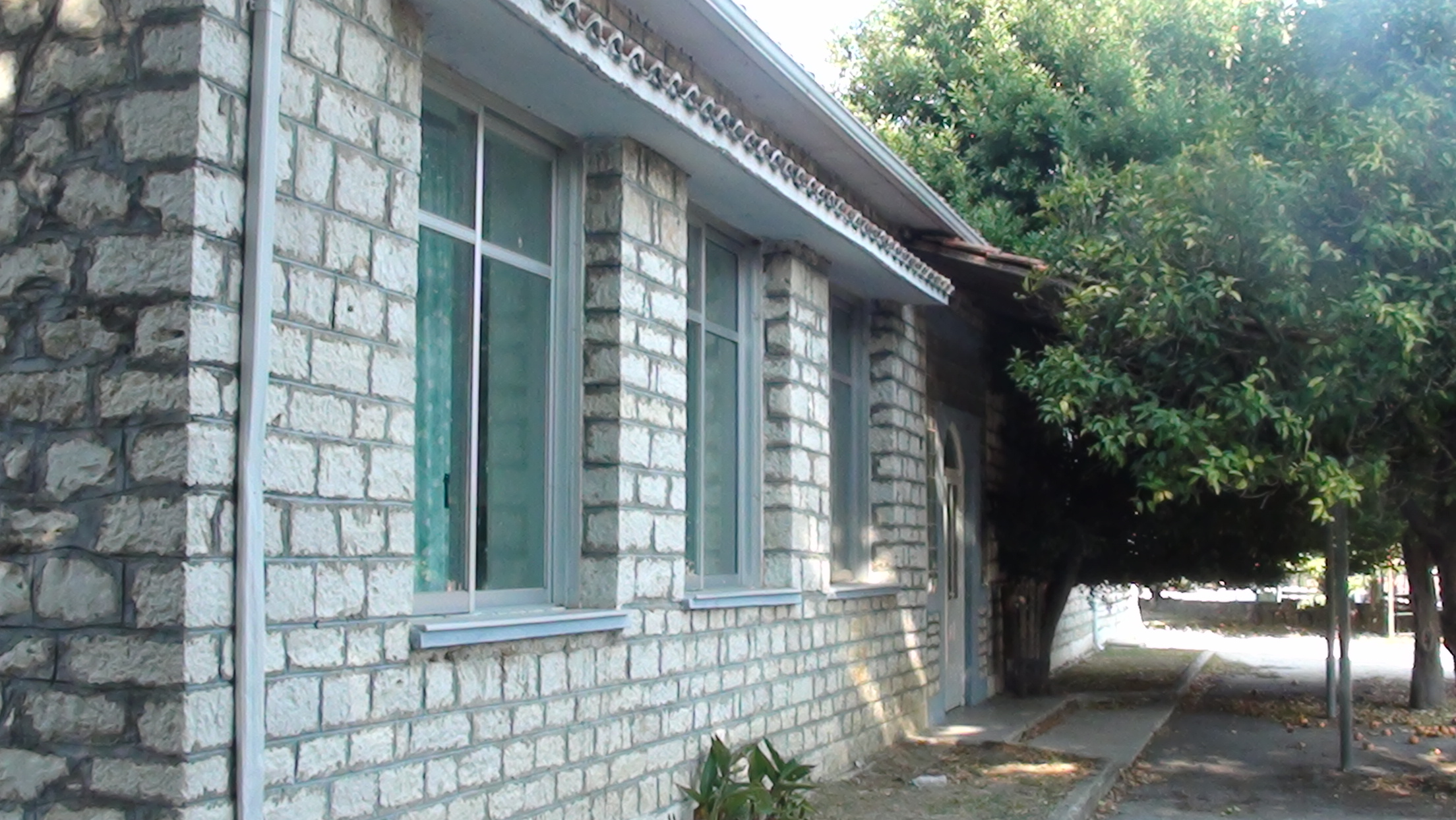
Школа Петры Превезы в Греции

Петра (греч. Πέτρα) — это историческая деревня в префектуре Превеза на западе Греции, недалеко от города Филиппиада. Согласно переписи населения Греции 2011 года, она насчитывала 392 жителей.